# Napoléon (pièce de monnaie)
Pour les articles homonymes, voir Napoléon (homonymie).
En numismatique, il est d'usage d'appeler napoléon une pièce de monnaie d'or française de vingt francs contenant 5,805 grammes d'or pur, créée le 28 mars 1803 (Loi du 7 germinal An 11 - d'où le nom franc germinal qui est resté dans les mémoires de l'histoire tout comme -plus tard - le franc Poincaré) avec un total de fabrication de 1 046 506 pièces par le Premier Consul Napoléon Bonaparte. La pièce de monnaie d'or française de vingt francs  a porté l'effigie de ce dernier aussi comme empereur avec de nouveaux différents tirages puis, au fil des régimes, celles de Louis XVIII, Charles X, Louis-Philippe, Napoléon III ou bien des symboles républicains. La dernière est la 20 francs or dite « coq » avec une Marianne en avers et donc un coq en revers (tirage de 1907 à 1914). 
Il existe bien évidemment aussi des pièces des deux Napoléons en argent et de différentes valeurs faciales en francs (par exemple 5 francs, 40 francs...). 
L'usage de dénomination indiqué au début de cet article en numismatique est effectivement fixé sur le 20 franc or car justement cette valeur a été conservée sur les pièces en or des différents régimes politiques évoqués (empires, Restauration, républiques). Il y a donc une constance et une quantité tirée qui facilite l'activité numismatique (échange, collection, ou achat d'or en épargne de précaution lors de périodes d'inflation ou d'incertitude économique). Les pièces de 5 francs or, 10 francs or, 40 francs or, 50 francs or, 100 francs or, elles, n'ont pas été tirées sous tous les régimes (exemple : le 100 francs or a été tiré uniquement sous Napoléon III, puis la république de 1878 à 1913 et enfin de 1929 à 1936, mais pas sous Napoléon Ier ou sous la Restauration). Des précisions encore plus détaillées sont disponibles dans les ouvrages numismates consacrés au franc (dont certains font plus de 1 200 pages). Citons pour une première approche détaillée : « Le Franc, Les Monnaies » aux éditions Les Chevau-légers de 2009 page 447 à 512.

## Historique

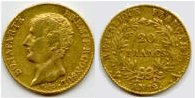
Un napoléon de 1803 (avers et revers).

Appelée encore couramment louis d'or par habitude, le napoléon prend la suite des monnaies d'or de l'ancien régime, le louis de 24 livres, d'un poids variable selon l'émission, autour de 8 g, et apparu sous le règne de Louis XIII. La dernière émission précédant le napoléon est le louis conventionnel de 24 livres de Louis XVI émis en 1792 et 1793 puis en 1793 sans le buste du roi.
Le napoléon est créé, sous le Consulat, par la loi du 7 germinal an XI (28 mars 1803), « sur la fabrication et la vérification des monnaies ». La loi crée le franc dit germinal, de « cinq grammes d'argent, au titre de neuf dixième de fin ». Son article 6 prévoit la fabrication de « pièces d'or de vingt francs » — le napoléon — « et de quarante francs » — le double-napoléon. Son article 7 fixe leur titre à « neuf dixième de fin » — 900 millièmes d'or — « et un dixième d'alliage ». Son article 8 fixe leur poids : « Les pièces de vingt francs seront à la taille de cent cinquante-cinq pièces au kilogramme ; et les pièces de quarante francs à celle de soixante dix-sept et demie ».
Cette pièce qui porte en effigie dans un premier temps le profil de Bonaparte Premier Consul, a la même valeur, au change, que le louis d'or, frappé depuis le règne de Louis XV et la réformation de 1736, qui fixait le format des pièces de 24 livres. Ce module est resté en usage jusqu'à la Première Guerre mondiale, soit 5,805 grammes d'or pur pour 20 francs.
En 1815, au moment de la Restauration et du retour de la monarchie, l'usage veut que cette pièce retrouve son nom de « louis ». Il est vraisemblable que le nom de napoléon, et de son abréviation en « nap », soit devenu effectivement l'usage au cours du Second Empire français, durant l'expansion industrielle, commerciale et bancaire de la France.

## Cotation et règlements

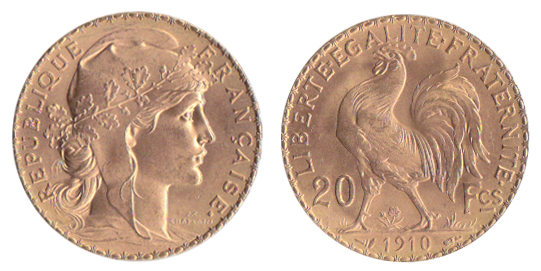
Le coq, gravé par Chaplain. En 1914, c'est la dernière pièce en or du système Germinal mise en circulation.

Par extension, le nom de napoléon s’applique de ce fait aujourd'hui à de très nombreuses pièces françaises en or de 20 francs frappées de 1803 à 1914. Ces pièces ont été cotées à la bourse de Paris à partir de 1948 jusqu'à la suspension des cotations de l'or à Paris le 30 juillet 2004. Depuis la clôture définitive du marché de l'or, il n'existe désormais plus aucune cotation officielle des pièces d'or sur le marché parisien ni ailleurs dans le monde. Les offres présentées par certains négociants laissant penser à l'organisation d'un quelconque marché (parlant de cotation, d'ordre de bourse, pièce boursable, etc.) ne sont pas légitimes, du moins ne peuvent-elles se prémunir d'un quelconque caractère d'autorité ou d'officialité. Durant la crise de la Covid-19, certains de ces négociants ont cessé de vendre les 20 francs napoléon à cause de la forte demande occasionnée par les inquiétudes sanitaires et économique. Les achats de napoléon sont exonérés de TVA au titre de leur admissibilité à l'or d'investissement selon les critères définis par la directive européenne au 12 octobre 1998. Cette notion d'or d'investissement n'a aucun rapport avec l'or de bourse, notion désormais obsolète depuis la clôture définitive du marché de l'or à Paris le 30 juillet 2004.

## Liste des émissions de pièces de 20 francs or françaises
Toutes ces pièces titrent 900 millièmes d'or, ont une  masse de 6,45 g, un diamètre de 21 mm et une épaisseur de 1,3 mm. La rareté relative des diverses émissions est à moduler en fonction des ateliers d'émission.
|                                                          | Années             | Tirage         | Légende avers                         | Légende revers                 | Tranche                                | Graveur                  | Notes |
| -------------------------------------------------------- | ------------------ | -------------- | ------------------------------------- | ------------------------------ | -------------------------------------- | ------------------------ | --- |
| Bonaparte 1er consul                                     | An XI A et An 12 A | 1 046 506 ex   | « Bonaparte premier consul »          | « République Française »       | « Dieu protège la France »             | Pierre-Joseph Tiolier    | Pièce rare pour l'An XI |
| Napoléon 1er Non Lauré An XII                            | An 12 A            | 428 143 ex     | « Napoléon Empereur »                 | « République Française »       | « Dieu protège la France »             | Pierre-Joseph Tiolier    | La légende « NAPOLEON EMPEREUR » ne passe pas au-dessus de la tête. |
| Napoléon 1er Tête Nue An XIII et An XIV                  | an 13 et an 14     | 676 350 ex     | « Napoléon Empereur »                 | « République Française »       | « Dieu protège la France »             | Jean-Pierre Droz         | Pièce très rare. Ateliers A-I-Q-M-U-W |
| Napoléon 1er Tête Nue                                    | 1806               | 996 367 ex     | « Napoléon Empereur »                 | « République Française »       | « Dieu protège la France »             | Jean-Pierre Droz         | Ateliers A-K-Q-U-W |
| Napoléon 1er Tête Nue (type transitoire « grosse tête ») | 1807               | 594 332 ex     | « Napoléon Empereur »                 | « République Française »       | « Dieu protège la France »             | Jean-Pierre Droz         | ateliers A-M-U-W |
| Napoléon 1er Lauré au revers République Française        | 1807 à 1808        | 1 725 451 ex   | « Napoléon Empereur »                 | « République Française »       | « Dieu protège la France »             | Jean-Pierre Droz         | Tête laurée |
| Napoléon 1er Lauré au revers Empire Français             | 1809 à 1815        | 13 833 717 ex  | « Napoléon Empereur »                 | « Empire Français »            | « Dieu protège la France »             | Jean-Pierre Droz         | Tête laurée - Pièce pour les Cent Jours (frappe du 1er avril au 4 juillet 1815), ateliers A-H-K-L-M-U-W-Rome (1812 et 1813) et CL et Utrecht (1813), A-L-W (les cent-jours) |
| Louis XVIII Buste Habillé                                | 1814 à 1815        | 5 643 979 ex   | « Louis XVIII Roi de France »         |                                | « DOMINE SALVUM FAC REGEM »            | Pierre-Joseph Tiolier    | Buste habillé - Certaines pièces (871 581) ont été frappées à Londres et sont assez rares.                                                                                  |
| Louis XVIII Buste Nu                                     | 1816 à 1824        | 12 743 702 ex  | « Louis XVIII Roi de France »         |                                | « DOMINE SALVUM FAC REGEM »            | Auguste François Michaut | Buste nu |
| Charles X 1er type                                       | 1825 à 1830        | 1 691 467 ex   | « Charles X Roi de France »           |                                | « DOMINE SALVUM FAC REGEM »            | Auguste François Michaut | |
| Charles X 2e type                                        | 1830               | 1 797 ex       | « Charles X Roi de France »           |                                | « DOMINE SALVUM FAC REGEM »            | Auguste François Michaut | Tranche cannelée |
| Louis-Philippe 1er type                                  | 1830 à 1831        | 2 372 710 ex   | « Louis Philippe I Roi des Français » |                                | « Dieu protège la France »             | Nicolas-Pierre Tiolier   | Tranche en creux |
| Louis-Philippe 2e type                                   | 1830 à 1831        | 862 ex         | « Louis Philippe I Roi des Français » |                                | « Dieu protège la France »             | Nicolas-Pierre Tiolier   | Tranche en relief |
| Louis-Philippe 1er Lauré                                 | 1832 à 1848        | 6 868 934 ex   | « Louis Philippe I Roi des Français » |                                | « Dieu * protège la France »           | Jean-François Domard     | Tête laurée |
| Génie 2e république                                      | 1848 à 1849        | 2 846 061 ex   | « République Française »              | « Liberté Égalité Fraternité » | « *** Dieu * protège la France »       | Augustin Dupré           | |
| Cérès 2e république                                      | 1849 à 1851        | 16 720 353 ex  | « République Française »              | « Liberté Égalité Fraternité » | « *** Dieu * protège la France »       | Louis Merley             | |
| Louis Napoléon Bonaparte                                 | 1852               | 10 493 758 ex  | « Louis-Napoléon Bonaparte »          | « République Française »       | « ***** Dieu * protège * la * France » | Jacques-Jean Barre       | |
| Napoléon III Tête Nue                                    | 1853 à 1860        | 146 544 669 ex | « Napoléon III Empereur »             | « Empire Français »            | « ***** Dieu * protège * la * France » | Jacques-Jean Barre       | Tête nue |
| Napoléon III Lauré                                       | 1861 à 1870        | 85 466 540 ex  | « Napoléon III Empereur »             | « Empire Français »            | « ***** Dieu * protège * la * France » | Jacques-Jean Barre       | Tête laurée |
| Génie 3e république                                      | 1871 à 1898        | 86 101 594 ex  | « République Française »              | « Liberté Égalité Fraternité » | « *** Dieu protège la France »         | Dupré                    | |
| 20 francs Coq                                            | 1898 à 1906        | 43 034 473 ex  | « République Française »              | « Liberté Égalité Fraternité » | *++* DIEU *+ PROTEGE+* LA FRANCE       | Jules-Clément Chaplain   | |
| 20 francs Coq                                            | 1907 à 1914        | 74 414 415 ex  | « République Française »              | « Liberté Égalité Fraternité » | *++* LIBERTE +* EGALITE +* FRATERNITE  | Jules-Clément Chaplain   | |

Durant cinq ans, de l'an XII (1803) à 1808, les inscriptions « Napoléon Empereur » et « République Française » figurent de part et d'autre des pièces. L’inscription « Empire Français » n'apparaît qu'en 1809.

## Monnayages français de la période de NapoléonIer
| Lettre | Lieu       | Lettre     | Lieu        | Lettre         | Lieu     |
| ------ | ---------- | ---------- | ----------- | -------------- | -------- |
| A      | Paris      | AA         | Metz        | B              | Rouen    |
| BB     | Strasbourg | CL         | Gênes       | D              | Lyon     |
| G      | Genève     | H          | La Rochelle | I              | Limoges  |
| K      | Bordeaux   | L          | Bayonne     | M              | Toulouse |
| MA     | Marseille  | Q          | Perpignan   | R              | Orléans  |
| T      | Nantes     | W          | Lille       | mât et drapeau | Ütrecht  |
| U      | Turin      | R couronné | Rome        | R              | Londres  |

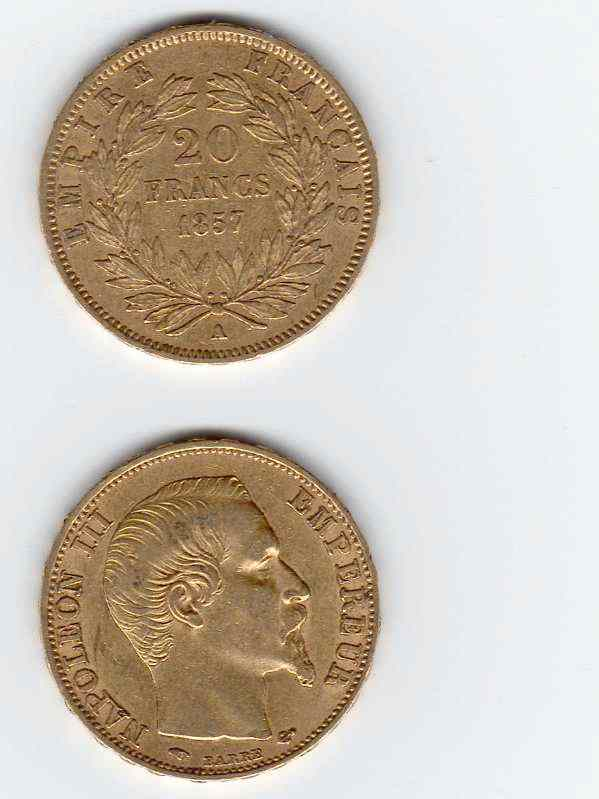
Pièce de 20 francs de 1857.
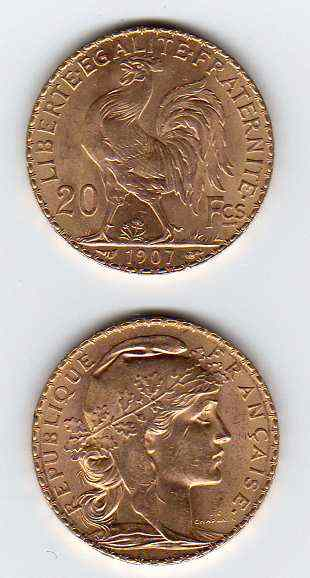
Pièce de 20 francs de 1907.